# The Lords of Midnight

The Lords of Midnight es un videojuego de los años 80, escrito por Mike Singleton, y publicado en 1984 para el ZX Spectrum. Pronto le siguieron versiones para el Amstrad CPC y el Commodore 64.
Es una de las aventuras gráficas más reconocidas de su época, con un inteligente algoritmo que permite una inmersión extraordinaria en la aventura, posibilitando desarrollos y estrategias de juego diversas y complejas, pese a las limitaciones propias de las plataformas existentes en la década de los ochenta.

## Desarrollo del juego
The Lords of Midnight (Los Señores de Medianoche) es un videojuego de estrategia y de aventuras.
El jugador comienza con cuatro personajes: Luxor the Moonprince (Luxor el Príncipe de la Luna), su hijo Morkin, Rorthron the Wise (El sabio Rorthron) y Corleth the Fey (El vidente -o místico- Corleth).
Con este grupo de protagonistas bajo su control, el jugador se ha de enfrentar al hechicero Doomdark, que pretende dominar las tierras de Medianoche derrotando militarmente a los pueblos libres, haciendo uso tanto de sus hordas como de sortilegios capaces de minar la moral y las energías de quienes se le oponen.
Para vencer a Doomdark, el jugador ha de conducir a sus cuatro héroes por las tierras del citado mundo -claramente inspirado en la obra de Tolkien-, con el fin de alistar a numerosos señores con sus mesnadas, derrotar a las hordas de Doomdark y/o destruir la fuente de poder del malvado hechicero: la Corona de Hielo, oculta en una torre, en el lejano y gélido norte.
Para simular el movimiento tridimensional, frontal y subjetivo, tanto de los cuatro protagonistas como de los secundarios que se van uniendo a la causa de los pueblos libres, el programa emplea un sencillo pero efectivo sistema de planos consecutivos, con variación proporcional de las dimensiones de montañas, lagos, fauna, estructuras, seres fantásticos, ejércitos e individuos.
Recientemente han aparecido versiones mejoradas gráficamente, adaptadas para modernos ordenadores y dispositivos móviles (OS X, iOS, Windows y Android), que conservan todo el carácter y la impronta visual -sencilla, pero sorprendentemente efectiva- de las originales.
Un año después de Los Señores de Medianoche, en 1985, apareció su secuela: Doomdark's Revenge (La Venganza de Doomdark).
- Datos: Q1128569